# سینه‌بادکنک
سینه‌بادکنک‌ها یا مرغ دله‌ها (نام علمی: Fregata) یا ناوچه‌مرغ‌ها (به انگلیسی: Frigatebirds)، نام یک سرده از راسته پلیکان‌سانان است.
سینه‌بادکنک‌ها، مرغان گرمسیری هستند که بال بلند و نوک قلاب‌مانند دارند و طعمه مرغان دیگر را می‌ربایند.
این پرندگان در مناطق گرمسیری و در اقیانوس نیمه‌گرمسیری یافت می‌شود. این نوع پرندگان دارای پرهای عمدتاً سیاه، منقار بلند و عمیقی هستند. نوع ماده این جانور دارای شکم زیری سفید و نوع نر این جانور دارای کیسه سرخ‌رنگ توپ‌مانندی می‌باشد، که در فصل زادآوری با باد کردن این کیسه باعث جذب کردن همنوع ماده خود می‌شود. بال‌های این پرنده تیز است و تا بیش از ۲٫۳ متر (۷٫۵ پا)، بزرگ‌ترین بال را با این جثه در پرندگان را دارد.
این پرندگان روزها توانایی اوج گرفتن در جریان باد را دارند، آن‌ها بیشتر زمان خود را در روز برای شکار غذا سپری می‌کنند، و شب‌ها را در بالای درختان یا بر روی صخره‌ها به استراحت می‌پردازند. طعمه اصلی آن‌ها ماهی و ماهی مرکب می‌باشد، و گاهی نیز در آب‌ها به شکار جانداران بزرگ‌تری مانند ماهی تن دست می‌زنند.

## گونه‌ها
- - سینه‌بادکنک باشکوه، Fregata magnificens
  - سینه‌بادکنک اسنشن، Fregata aquila
  - سینه‌بادکنک کریسمس، Fregata andrewsi
  - سینه‌بادکنک بزرگ، Fregata minor
  - سینه‌بادکنک کوچک، Fregata ariel